# Nils Hufwedsson Dal

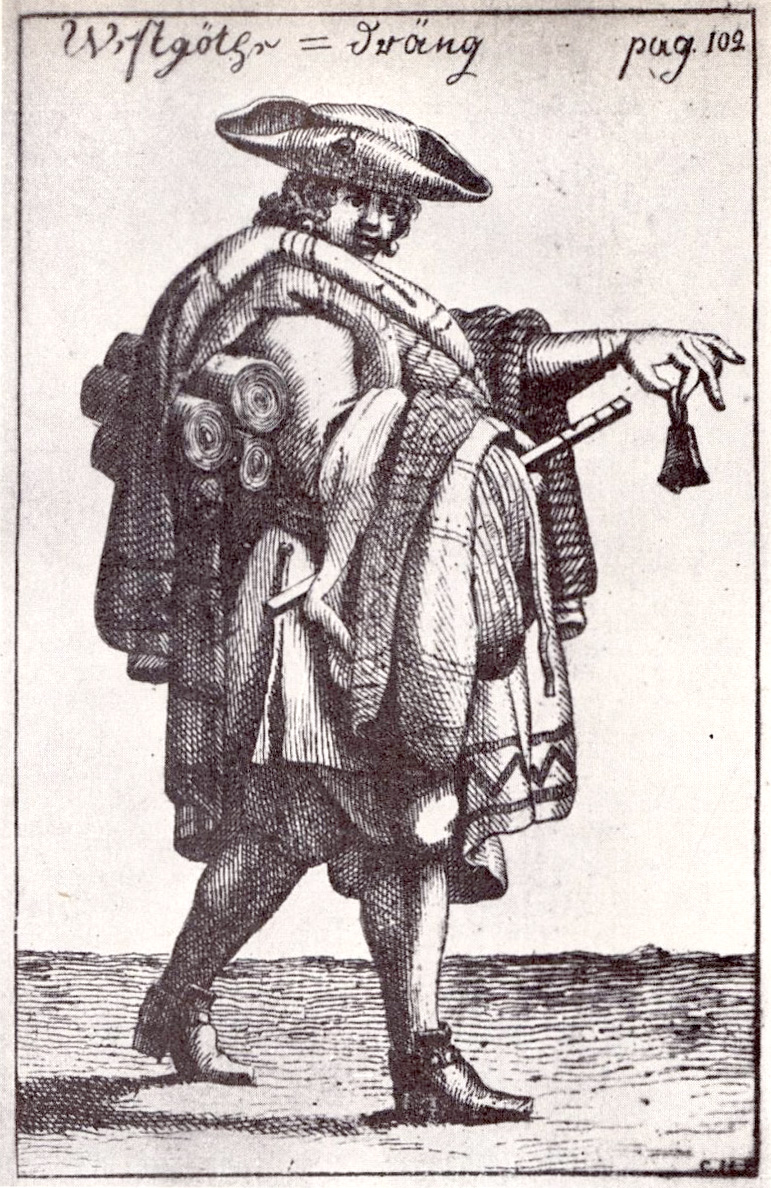
Till utgåvan av Boërosia (1719) gjorde författaren Nils Hufwedsson Dal denna teckning av en knalle.

Nils Hufwedsson Dal (latiniserat Nicolaus Hugonis), född 19 januari 1690 i Borås, död 1740 i Stockholm, var en historiograf och akademiskt skolad publicist och tillika översättare från latin och isländska. Han är mest ihågkommen för en kulturhistoriskt intressant skildring av Borås, Boërosia (1719) samt Specimen biographicum de antiquariis Sueciae (1724), som innehåller värdefulla upplysningar om Antikvitetsarkivets första år.

## Biografi
Nils Hufwedsson Dal var son till rådmannen Hufwed Nilsson och hans hustru Maria Andersson Kampe, vilka båda tillhörde gamla boråssläkter. Efter studier i Borås och Katedralskolan i Skara inskrevs Dal 1707 vid Västgöta nation i Uppsala. Hans mentor blev – även senare i livet – universitetets dåvarande bibliotekarie Erik Benzelius d.y.. Tre år senare, vid 20 års ålder, examinerades Dal  genom att inför ett akademiskt auditorium försvara Benzelius' latinska översättning och kommentar av ett äldre manuskript från Vadstena, nämligen Margareta Olausdotters krönika om Heliga Birgittas släkt. 
Året efter hotade en pestepidemi att sprida sig även till Uppsala akademi, vilket fick Dal att vända hem till Borås. Där fördrev han det kommande året med att samla material till en avhandling om Borås tillblivelse och historia, stadens uppbyggnad och handel, knallarnas hemliga språk månsing m. m. 1719 lades arbetet fram på latin och översattes samma år av författaren själv till svenska. Att det tog så lång tid som åtta år för honom att färdigställa sin avhandling förklaras av att Dal samtidigt försörjde sig som informator i förnäma familjer. En viss fallenhet för att dricka sägs också ha minskat såväl hans vetenskapliga iver som förmåga till karriär, enligt en biograf.
Från 1717 var Dal bosatt i Stockholm, där Benzelius anlitade honom i diverse litterära projekt. Han verkade som lärare åt de kungliga pagerna och var auskultant i Antikvitetsarkivet 1717–1729. 1722 reste han som stipendiat till Köpenhamn för att studera isländska handskrifter. Året efter gjorde han samma slags resa till England. Han var en trägen publicist, liksom översättare, bland annat av en antik författare som Cornelius Nepos, av isländska sagor, av renässansfilosofen Francis Bacon och av Johann George Rüdlings Stockholmsbeskrivning. Han var troligen själv upphovsman till det litterära falsifikatet Konung Krembres i Giötaland och konung Augis i Uppsala saga som utgavs för att vara en översättning av ett isländskt original.

## Verk (urval)
- Boërosia (1719, 1920, 1971) [6]
- Specimen biographicum (1724) [7]

Översättningar (urval)
- Francis Bacon: Lord Verulams Vprichtiga utlåtelser, angående sedor, regering och hushåll, eller kärnan af alt (Stockholm, 1726–1727)
- Johannes Loccenius: Swenske och göthiske gamla handlingar (Stockholm, 1728)
- Cornelius Nepos: Om the grekiska och andra förfreffeliga hjeltars lefwerne och bedrifter, then swenska studerande ungdomen och them som äro älskare af historien ... (Stockholm, 1730)
- Johann George Rüdling: Det i flor stående Stockholm eller korteligen författad beskrifning öfwer den nu för tiden widtberömda kongl. swenska residence-, hufwud- och handels-staden Stockholm, alt ifrån dess begynnelse in til närwarande tid ... (Stockholm, 1731)
- Thomas Mun: Englands benefit and advantage by forraign trade plainly demonstrated = Englands fördel och winning genom utländska handelen utförligen förklarad (England's treasure by forraign trade, or, The balance of our forraign trade is the rule of our treasure) (Stockholm, 1732)
- Johannes Schefferus: Swenska folkets äro-minne (Stockholm, 1733)